# Генцен, Йоханнес
Йоха́ннес Генцен (нем. Johannes Gentzen) по прозвищу Ха́ннес (нем. Hannes) — первый германский лётчик-ас Второй мировой войны, лучший пилот Люфтваффе во время Польской кампании. На момент своей смерти Генцен был самым результативным лётчиком-истребителем не только люфтваффе, но и всех стран, участвовавших в тот момент во Второй мировой войне).

## Биография
Йоханнес Генцен родился в 1906 году. Лётное образование получил в секретной авиационной школе на объекте «Липецк». 1 мая 1939 года гауптман Генцен был назначен командующим только что созданного подразделения высотных истребителей Jagdgruppe 102, на вооружении которого состояли Мессершмитты Bf.109D.
В составе группы Генцен участвовал во вторжении в Польшу, где и одержал свою первую воздушную победу 4 сентября 1939 года. В этот день за два вылета Ханнес сбил три польских самолёта: два бомбардировщика PZL.37 Łoś и истребитель-моноплан PZL P.11. 14 сентября группа Генцена обнаружила недалеко от советской границы польский аэродром, где базировались лёгкие бомбардировщики. Во время атаки Ханнес сбил четыре заходящих на посадку PZL.37. Всего группа уничтожила около семи PZL.23 (находились на земле) и семи PZL.37 (пять заходили на посадку и два находились на земле). В результате этой операции (увеличив счёт сбитых самолётов противника), Ханнес Генцен был назван лучшим германским лётчиком Польской кампании и награждён Железным крестом 1-го класса.
6 ноября 1939 года в воздушном бою с вражескими Кёртисс P-36 Хок из GC II/5 ВВС Франции группа Генцена потеряла 4 самолёта (сам Ханнес сбил только один самолёт противника), большинство других получили тяжёлые повреждения. Этот бой лишь подтвердил, что устаревшие Bf.109D не могут достойно конкурировать с более современными истребителями союзников. В результате, в начале 1940 года остатки группы были переброшены в Бонн, где были укомплектованы Bf.110C. Сам Ханнес Генцен получил звание майора, и весной Jagdgruppe 102 была переброшена на запад, где приняла активное участие во Французской кампании. За две недели воздушных боёв Генцен увеличил свой счёт сбитых самолётов противника до 18.
26 мая 1940 года группа Генцена была поднята по тревоге на перехват британских бомбардировщиков Fairey Battle. Во время экстренного взлёта аэродрома в Нёфшато (Бельгия), один из двигателей Bf.110 C4 Ханнеса заглох, в результате чего скорость резко снизилась и самолёт, зацепившись за деревья, рухнул на землю. Во время аварии майор Ханнес Генцен и его бортстрелок, лейтенант Хартвиг Домайер (нем. Hartwig Domeier), погибли. Йоханнес Генцен был похоронен в Нойбранденбурге.

## Награды
- Кавалер Железного креста 1-го класса (15.09.1939).